# Onthophagus sacharovskii
Onthophagus sacharovskii là một loài bọ cánh cứng trong họ Bọ hung (Scarabaeidae).